# ALSA

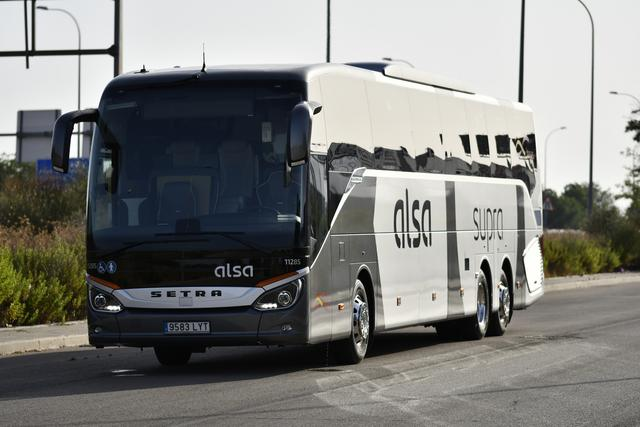
Autobús de Alsa, clase supra.

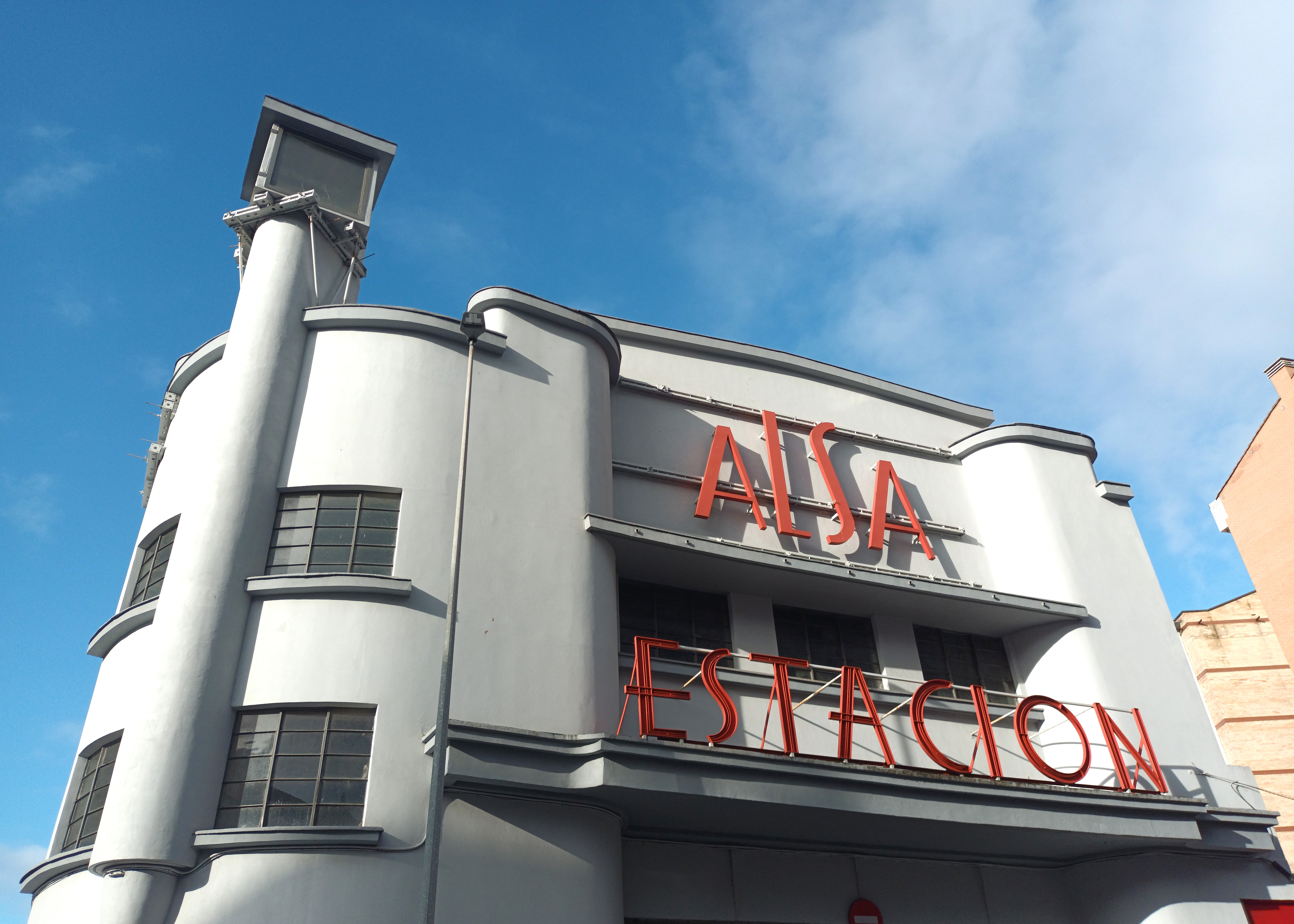
Estación de autobuses de Gijón.

ALSA (sigla de Automóviles Luarca, S. A.), cuyo nombre legal actual es ALSA Grupo, S. L. U., es la filial española del grupo británico Mobico dedicada al transporte de viajeros por carretera y ferrocarril. Fue fundada en el año 1923 en Luarca (Asturias) y su domicilio social se sitúa actualmente en Madrid, España. 
A fecha de 2023, Alsa contaba con una plantilla de 17.137 empleados, una flota de 6.262 autobuses que transportaron a 588 millones de viajeros y una facturación de 1.340,4 millones de euros.

## Historia

### Los primeros años
La antigua compañía El Luarca fue constituida el 22 de junio de 1916 por los luarqueses Francisco García Gamoneda, Vicente Trelles González, Liborio Rodríguez González, Antonio González Vega, Fernando Álvarez Cascos y Manuel Riesgo Gallo. Casi todos se habían dedicado al negocio tradicional de las diligencias, pero estaban dispuestos a apostar por una nueva tecnología que las desbancaría.
El 20 de abril de 1923, fruto de la antigua El Luarca, se fundó Automóviles Luarca, S.A., dando lugar así al acrónimo ALSA, con un capital social de 700 000 pesetas repartidas en acciones de 500 pesetas cada una. Por aquel entonces la empresa contaba con 31 empleados entre conductores, mecánicos y administrativos.
Al año siguiente, el Directorio militar de Primo de Rivera ordenó por Real Decreto de 4 de julio la regularización de las líneas de transporte de pasajeros, la implantación de tarifas fijas, horarios y la debida cualificación del personal. Todo esto supuso un cambio radical en un sector que hasta la fecha se venía rigiendo por una legislación totalmente permisiva y a cuya rápida expansión todavía no habían prestado la atención precisa las autoridades.
El 20 de abril de 1926, Alsa compró las compañías El Trevías, La villa de Tineo y El Castropol, ampliando así sus líneas de conexión y su flota de autobuses. En el otoño de 1928, se inauguró un fructífero servicio de transporte de mercancías que funcionaría de forma ininterrumpida hasta el estallido de la guerra civil española.
En diciembre de ese mismo año, 1928, se inauguró el servicio entre Oviedo y La Coruña, operada con coches Saurer con una lujosa carrocería Pullman; al que sucedería un mes más tarde, la línea entre Gijón y La Coruña. El 22 de abril de 1930 se adquieren las empresas Cinco Villas y su competidora Los Hispanos.
Con imparable crecimiento, y pese a las muchas dificultades afrontadas desde la fundación de la sociedad, Alsa llegó a su décimo aniversario contando ya con una gran flota compuesta por 43 vehículos, en la que predominaban las marcas Saurer, con 17 unidades, y en menor grado De Dion-Bouton y GMC.

### Años 1940 y 1950
Tras la guerra civil española, durante la cual gran parte del material rodante de la empresa estuvo confiscado (lo que supuso a la empresa cuantiosas pérdidas económicas, averías mecánicas y deterioros en las instalaciones) en diciembre de 1941 se inauguró la nueva estación de autobuses de Alsa en Gijón, la cual, aunque reformada, se conserva en la actualidad.
En cuanto la disponibilidad de vehículos lo permitió se reanudó el enlace a La Coruña, esta vez mediante un consorcio con la Empresa Ribadeo que prestaba el servicio entre dicha localidad y La Coruña, es decir en la parte gallega del recorrido. El transbordo en Ribadeo (Lugo) se efectuaba con una parada de una hora durante la cual los viajeros tenían la oportunidad de almorzar. La línea, que entonces se rotuló Gijón-Oviedo-Ribadeo-La Coruña, sería durante dos décadas la más importante de ambas empresas y con sus 360 km de extremo a extremo una de las más largas de España.
Con la llegada de la década de los años 1950, Alsa retomó la senda de la estabilidad, perdida por la convulsa situación económica y social de la segunda mitad de los años 1930 y la larga posguerra. En 1950 se sobrepasó la barrera de los 100 empleados, que se duplicaría a lo largo de esta década, como el número de kilómetros recorridos al año, que de no llegar a un millón pasó a superar los dos. En 1955, se adquirió la empresa "El Avilés". Para entonces la marca predominante en la flota era ya la británica Aclo (AEC), de la que hubo 22 unidades y de la cual Alsa actuó además como concesionario durante una década; y las líneas en servicio eran las Oviedo-Ribadeo, Oviedo-Cangas del Narcea, Oviedo-Villaviciosa, Oviedo-Avilés, Oviedo-Gijón (en consorcio con Renfe), Gijón-Ribadesella, Gijón-Luarca y Trevías-Luarca, que con la ya citada a La Coruña hacían un total de nueve, cifra que continuó incrementándose en la segunda mitad de los años 50. Este crecimiento propició que, el 21 de septiembre de 1956 se trasladase la sede social de la empresa de Luarca a Gijón.

### Años 1960. Fusión con Cosmen
En 1960, Alsa absorbió a Empresa Cosmen y con ello se inició la gran expansión de Alsa, que continuó durante décadas y que ha conducido al gran grupo empresarial que conocemos en el siglo XXI.
Empresa Cosmen había empezado su vida en 1922, de la mano de Secundino Cosmen, como un proyecto humilde que comenzó explotando la línea entre Cangas del Narcea, en el occidente de Asturias, y Villablino, en la provincia de León, por el puerto de Leitariegos, ampliándose posteriormente con la línea entre Villablino y Degaña por el puerto de Cerredo. En 1954, José Cosmen, uno de los siete hijos de Secundino, se incorpora a la empresa, adquiriendo al año siguiente la empresa Autos ASÚA, tras cuya compra, la Empresa Cosmen comenzó a desarrollar con carácter de línea regular la conexión con Oviedo. Con José Cosmen al frente de la empresa, se consolida la supremacía de ALSA en el mercado regional frente a una competencia poco innovadora.
Es también a partir de 1960 cuando la flota de vehículos rebasa el centenar y la empresa se suministra casi exclusivamente de unidades de marca Pegaso, con carrocerías Seida, Jorsa, Ayats, Irizar, Castro Caride, Ferqui o Maiso; llegando a ser más de trescientos los vehículos de la mencionada marca. Un caso único entre ellos fue un Pegaso 5075 carrozado en Bélgica por Van Hool como autocar-camas, que entró en servicio en 1969.
En 1964, comienza el servicio regular entre Oviedo y Madrid y también, en pleno auge de la emigración asturiana a Francia, Bélgica y Suiza, es cuando Alsa entra de lleno en el negocio de las rutas europeas.

### Expansión nacional e internacional
Los años 1970 y 1980 son claves en la diversificación y creación del gran grupo multinacional que es Alsa en la actualidad. Un fuerte apoyo de los bancos permite a una por entonces mediana empresa un rápido incremento y modernización de la flota y la renovación de los talleres y las instalaciones de la compañía con la consiguiente consolidación de su supremacía en el sector. A principios de los años 1980, la empresa cambia a una utilización masiva de unidades Mercedes-Benz, inicialmente con carrocerías Maiso e Hispano Carrocera, con las que en 1995 se llegaría al millar de vehículos en la flota, y posteriormente también Setra.
Pero es sobre todo a partir de 1984, con la implantación de un servicio de taxis en el sur de China y apertura de oportunidades en un gigantesco mercado aún poco frecuentado por las empresas europeas, cuando el pequeño grupo de empresas de transporte que era ALSA se convierte, a través de un proceso de expansión societaria, en un poderoso y complejo grupo multinacional dedicado, tanto al transporte de viajeros y mercancías, como a otras actividades relacionadas con el sector como agencias de viajes, negocios de hostelería o alquiler de vehículos.
El Grupo sigue creciendo y se acentúa aún más su proceso de diversificación en negocios cada vez más ambiciosos y complejos, como muestran la participación en los procesos de privatización de las autopistas, de la Empresa Nacional de Transporte por Carretera (ENATCAR), o la alianza estratégica con el gigante francés Keolis para acudir conjuntamente a licitaciones de grandes contratos en España o en otros países. Ambas compañías han constituido la sociedad ALSA Keolis en la que la asturiana controla el 60 % del capital mediante una alianza clave que permitirá al Grupo de los Cosmen el acceso al muy restrictivo mercado de las prestaciones denominadas 'soluciones integrales' en transporte intermodal urbano, periurbano y de cercanías.
El objetivo es el desarrollo y gestión de grandes redes de viajeros provinciales que incluyen desde líneas de metro convencionales y automáticas a ferrocarriles de cercanías y regionales. Este envite del Grupo Alsa supone un paso de gigante como operador de transporte pero es, sobre todo, una apuesta estratégica de cara a la inminente liberalización y privatización de los ferrocarriles en España.
En los últimos años ha absorbido empresas del sector como Turytrans, Rutas del Cantábrico S.L., Empresa Fernández, Empresa Arrojo S.L. (concesionaria histórica de líneas de transporte en Asturias), Viajes por Carretera S.A., Enatcar, Alsina Graells o Continental Auto. En 2008, adquirió la empresa vizcaína Transportes Colectivos, concesionaria de los servicios de transporte interurbano de la provincia.
En 2012, a través de Nex Continental Holdings, adquirió Automóviles Casado de Antequera (Málaga), en 2016 Autocares Herranz de San Lorenzo de El Escorial (Madrid), y en 2017 Transportes Santo Domingo (Madrid) y Maitours (Madrid).

### Compra por National Express
El 11 de octubre de 2005, National Express culminó la compra de ALSA por 670 millones de euros. El gigante británico cedió el 9,9 % de su capital social a la familia Cosmen, asumió 289 millones de euros de deuda y pagó en efectivo 217 millones más por la integración del grupo asturiano. Así, se puso fin a dos años y dos meses de negociaciones entre ambas empresas. Una de las exigencias a las que se debió enfrentar el pacto empresarial fue el dictamen del Servicio de Defensa de la Competencia en España para analizar si se respetan las normas del mercado y no causa perjuicio a la competencia y a los consumidores.
En 2007, National Express, propietaria de ALSA, compra el grupo Continental Auto a la constructora ACS por 660 millones de euros con lo que la operadora británica afianza su liderazgo en el transporte de viajeros en España con un 15 % de la cuota de mercado, contando con 2100 autobuses y transportando a 142 millones de pasajeros al año además de recorrer 330 millones de kilómetros al año.

## Actividad

### Autobuses urbanos y metropolitanos
- Alsa cuenta con servicios urbanos en Gijón (city tour), Oviedo, Avilés, León, Palencia, Bilbao, Santander, Laredo, Torrelavega, Castro-Urdiales, Haro, San Lorenzo de El Escorial, El Escorial, Arganda del Rey, Tres Cantos, Ferrol, Torrejón de Ardoz, Paracuellos de Jarama, Pedrezuela, Berga, Cartagena, Almería, Roquetas de Mar, Vélez-Málaga, Guadalajara, y Granada.[7] En algunas ciudades, como Palencia, Ibiza, Baracaldo, forma una UTE con otras empresas, con La Regional V.S.A., PESA y Euskotren Autobusa ; en Santander sólo tiene algunas líneas en concesión, y en Palma de Mallorca es la empresa adjudicataria del renting de la flota.
- Además, en Marruecos, Alsa gestiona los urbanos de Marrakech, Tánger, Agadir, Khourigba, Rabat y Casablanca.
- En el ámbito metropolitano, cuenta con concesiones autonómicas en las áreas de León, Cantabria, Asturias, Vizcaya (Bizkaibus, EMB y BLB), Madrid, La Coruña, Ferrol y Narón, Almería, Granada y Cartagena
- A través de la filial ALESA, opera el transporte público de Malta.

Hasta hace unos años, Alsa comercializaba servicios urbanos y metropolitanos como ALSA City, marca actualmente desaparecida.

### Autobuses regionales
La red de servicios regionales de ALSA engloba numerosas concesiones de servicios interurbanos que se extienden por las comunidades autónomas de Asturias, Cantabria, País Vasco, Castilla y León, La Rioja, Madrid, Castilla-La Mancha, Cataluña, Aragón, Navarra, Extremadura, Comunidad Valenciana, Región de Murcia y Andalucía. Asimismo, participa en el desarrollo de Consorcios Regionales, que aportan soluciones específicas de movilidad a las necesidades de transporte de estas zonas.

### Autobuses nacionales
En España Alsa gestiona una red de servicios regulares nacionales en autocar, que comunican entre sí la totalidad de las comunidades autónomas peninsulares. Desarrolla así mismo la implantación de algunos servicios diferenciados, como son la clase Supra Economy, la Supra +, la Eurobús y la Prémium.

### Autobuses europeos/internacionales

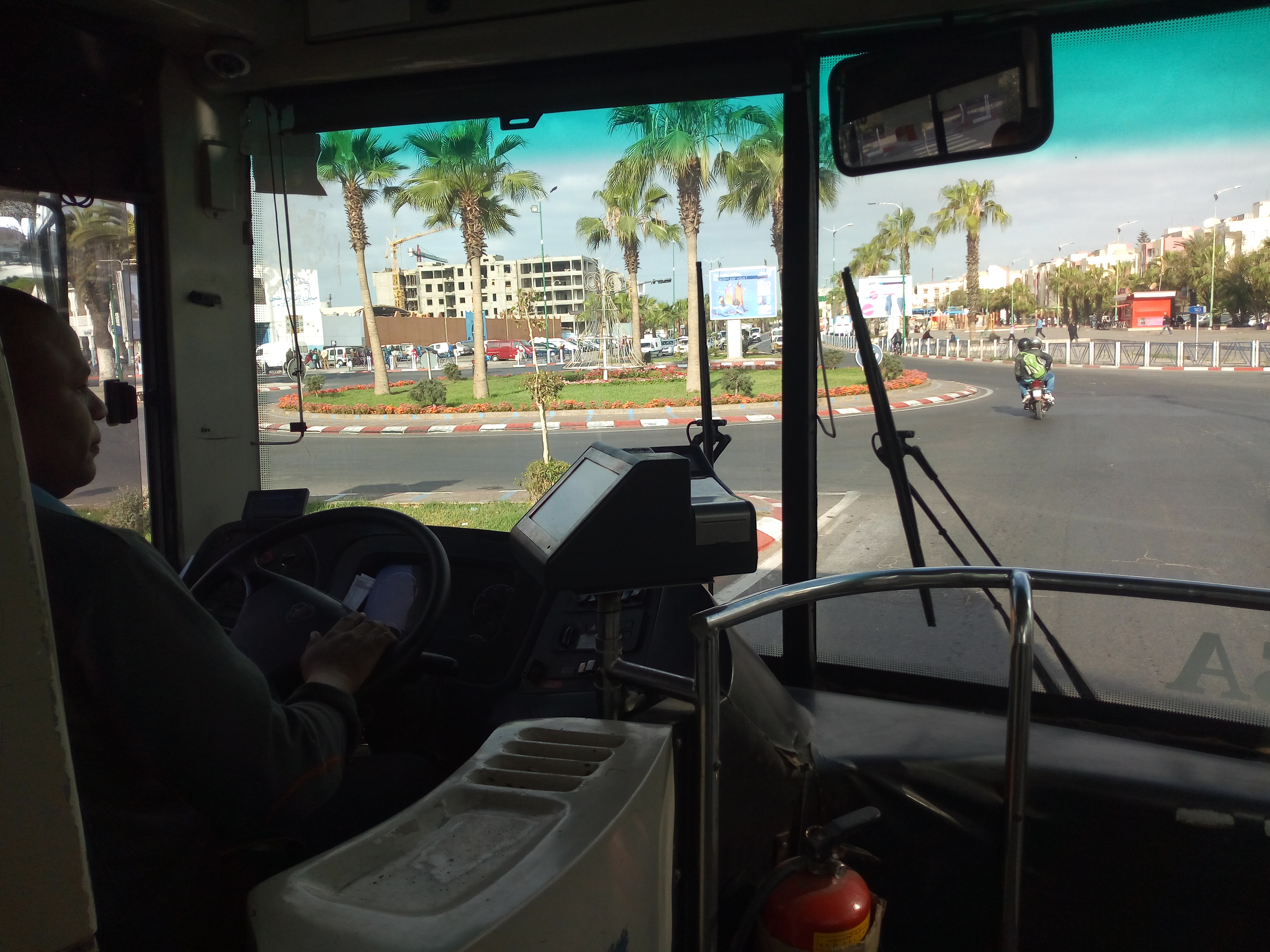
Interior de un autobús ALSA en Agadir (Marruecos)

En Europa opera una amplia red de conexiones intraeuropeas, mediante la explotación de 65 autorizaciones internacionales que unen España con la mayor parte de la Unión Europea y el Norte de África. Además, está presente en Portugal, Francia, Bélgica, Suiza y Alemania, y es miembro de Eurolines.
En China opera desde 1984, comenzando como una compañía de taxis ya que las líneas de autocar aún estaban en manos del Estado chino. A principios de los 90, tras un cambio en la legislación del transporte de viajeros en China, Alsa da el salto al transporte de viajeros por carretera. En la actualidad participa junto con otras 14 empresas locales, gestiona 167 líneas con 5166 vehículos, 16 estaciones y más de 8000 empleados. Con 549 destinos en 18 provincias en 2012 facturó 256 millones de euros.
Desde 1999 opera en Marruecos donde tiene la concesión del transporte urbano en las ciudades de Tánger, Marrakech, Khourigba, Rabat, Casablanca y Agadir.
En Portugal es concesionaria del transporte urbano de Lisboa, desde junio de 2022, y Oporto.

## Flota
La flota de ALSA es heterogénea, con diferentes tipos de vehículos según el tipo de servicio. Es habitual que los autobuses y autocares de las empresas absorbidas pasen a tener la decoración propia del Grupo. En 2023, la empresa transportó a 588 millones de pasajeros con una flota integrada por 6.262 autobuses, la gran mayoría de las marcas Mercedes-Benz y Setra (ambas perteneciente al grupo Evobus, filial de Daimler-Benz), los cuales recorren más de 330 millones de kilómetros cada año.[cita requerida]
ALSA dispone de cuatro gamas de vehículos de largo recorrido diferenciadas:
- Clase Estándar: Con entretenimiento a bordo, wifi, reposapiés y WC. No disponible en todos los autobuses de clase estándar (normales) pero sí en un gran número de ellos.
- Clase Supra: Inaugurada en 1988 como servicio de alta calidad en el transporte de viajeros por carretera en España. En 2007, se actualiza con el lanzamiento de la nueva clase Supra, que incorpora wifi a bordo, asientos de piel con una fila de asientos individuales y reposapiernas, ocio a bordo.
  - Supra Economy: Clase Supra, a un precio más económico.
  - Supra+: Azafata siempre disponible, servicio de cáterin y control de equipaje.
- Clase Premium: Lanzado en 2012 en la línea Madrid-Bilbao es el servicio de ALSA que ofrece más confort para el viajero.

## Galería de imágenes

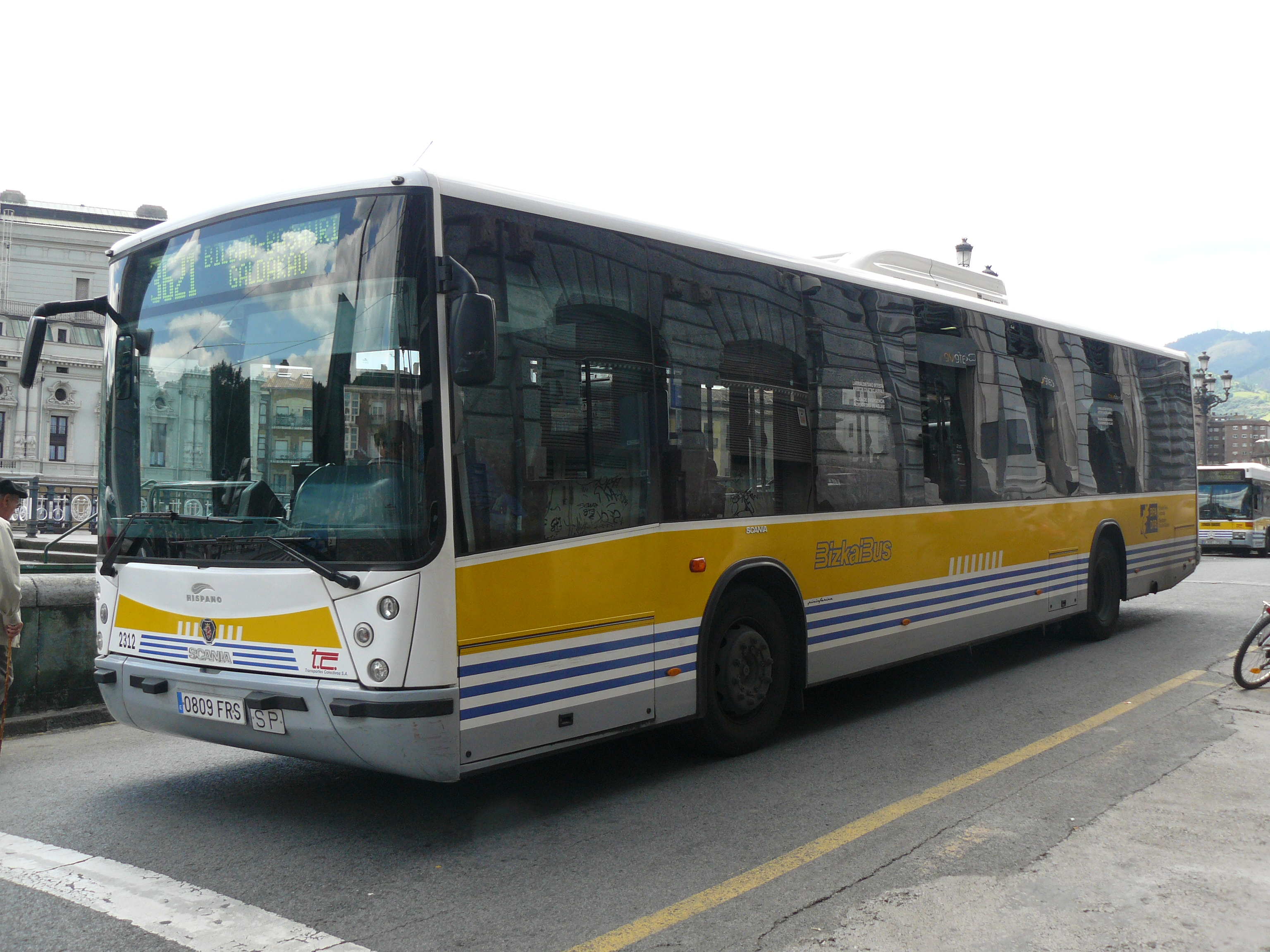
Autobús Scania con carrocería Hispano Habit de TCSA (antigua concesionaria de Bizkaibus), antes de la compra por parte de National Express.
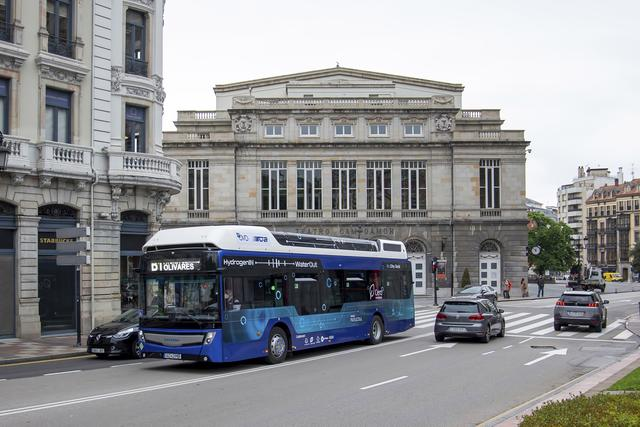
Autobús de Transportes Unidos de Asturias, Oviedo.
Autobús interurbano en la Región de Murcia.